# Bagienice-Folwark
Bagienice-Folwark – wieś sołecka w Polsce położona w województwie mazowieckim, w powiecie makowskim, w gminie Krasnosielc.
W latach 1975–1998 miejscowość administracyjnie należała do województwa ostrołęckiego.
Wieś została wspomniana przez Aleksandrę Cieślikową w uchwale ortograficznej RJP numer 11 (o użyciu łącznika w wieloczłonowych nazwach miejscowych) słowami „Trudno od użytkownika nazw wymagać wiedzy o genetycznej, administracyjnej, znaczeniowej (...) równorzędności czy nierównorzędności (...) Bagienice-Folwark nie są folwarkiem (...)”.
Wierni kościoła rzymskokatolickiego należą do parafii św. Jana Kantego w Krasnosielcu.